# 1980 Tour
1980 Tour - перший тур британської групи Depeche Mode; включає дев'ятнадцять концертів.
| №  | Дата концерту | Місто         | Країна          |
| -- | ------------- | ------------- | --------------- |
| 1  | 31 Травень    | Базілдон      | Велика Британія |
| 2  | Липень        | Саутенд-он-Сі | Велика Британія |
| 3  | 16 серпня     | Релея         | Велика Британія |
| 4  | 30 серпня     | Релея         | Велика Британія |
| 5  | 20 вересня    | Релея         | Велика Британія |
| 6  | 24 вересня    | Лондон        | Велика Британія |
| 7  | 11 жовтня     | Релея         | Велика Британія |
| 8  | 16 жовтня     | Лондон        | Велика Британія |
| 9  | 23 жовтня     | Лондон        | Велика Британія |
| 10 | 25 жовтня     | Релея         | Велика Британія |
| 11 | 29 жовтня     | Лондон        | Велика Британія |
| 12 | 30 жовтня     | Лондон        | Велика Британія |
| 13 | 8 листопада   | Релея         | Велика Британія |
| 14 | 12 листопада  | Лондон        | Велика Британія |
| 15 | 14 листопада  | Саутенд-он-Сі | Велика Британія |
| 16 | 29 листопада  | Релея         | Велика Британія |
| 17 | 10 грудня     | Лондон        | Велика Британія |
| 18 | 18 грудня     | Лондон        | Велика Британія |
| 19 | 28 грудня     | Лондон        | Велика Британія |